# Лагоа-Гранди-ду-Мараньян

Лагоа-Гранди-ду-Мараньян на карте штата.

Лагоа-Гранди-ду-Мараньян (порт. Lagoa Grande do Maranhão) — муниципалитет в Бразилии, входит в штат Мараньян. Составная часть мезорегиона Запад штата Мараньян. Входит в экономико-статистический микрорегион Пиндаре. Население составляет 10 517 человек на 2010 год. Занимает площадь 744,201 км². Плотность населения — 14,13 чел./км².

## Демография
Согласно сведениям, собранным в ходе переписи 2010 г. Национальным институтом географии и статистики (IBGE), население муниципалитета составляет:
| Полное население                               | Полное население                               | Полное население                               | Полное население                               | 10 517 |
| ---------------------------------------------- | ---------------------------------------------- | ---------------------------------------------- | ---------------------------------------------- | ------ |
| в том числе:                                   | Городское население                            | 5499                                           | Процент городского населения, %                | 52,29  |
|                                                | Сельское население                             | 5018                                           | Процент сельского населения, %                 | 47,71  |
|                                                | Мужское население                              | 5544                                           | Процент мужского населения, %                  | 52,71  |
|                                                | Женское население                              | 4973                                           | Процент женского населения, %                  | 47,29  |
| Плотность населения, чел/км²                   | Плотность населения, чел/км²                   | Плотность населения, чел/км²                   | Плотность населения, чел/км²                   | 14,13  |
| Население муниципалитета в % к населению штата | Население муниципалитета в % к населению штата | Население муниципалитета в % к населению штата | Население муниципалитета в % к населению штата | 0,16   |

По данным оценки 2016 года, население муниципалитета составляет 11 111 жителей.

## Статистика
- Валовой внутренний продукт на 2003 год составляет 12 636 511,00 реалов (данные: Бразильский институт географии и статистики).
- Валовой внутренний продукт на душу населения на 2003 год составляет 1539,54 реалов (данные: Бразильский институт географии и статистики).
- Индекс развития человеческого потенциала на 2000 год составляет 0,492 (данные: Программа развития ООН).